# 伊號第二十潛艦
|          |                                                                                            |
| 艦歴     |                                                                                            |
| 計画     | 第三次海軍軍備補充計画（丸三计划）                                                         |
| 起工     | 1937年11月16日                                                                             |
| 進水     | 1939年1月25日                                                                              |
| 就役     | 1940年9月26日                                                                              |
| 结局     | 1943年11月18日确定损失                                                                     |
| 除籍     | 1943年12月1日                                                                              |
| 性能諸元 |                                                                                            |
| 排水量   | 基準：2,184吨 常備：2,554吨 水中：3,561吨                                                  |
| 全長     | 109.3米                                                                                    |
| 全幅     | 9.10米                                                                                     |
| 吃水     | 5.34米                                                                                     |
| 动力     | 艦本式2号10型柴油机2基2軸 水上：14,000馬力 水中：2,000馬力                                 |
| 速度     | 水上：23.6节 水中：8.0kt                                                                   |
| 续航距離 | 水上：16节下14,000海里 水中：3节下60海里                                                   |
| 燃料     | 重油                                                                                       |
| 乗員     | 95名                                                                                       |
| 兵装     | 40口径14cm单装砲1門 25毫米机炮連装1基2挺 53cm鱼雷发射管 艦首8門 九五式魚雷20本 22号電探1基 |
| 航空機   | 无                                                                                         |
| 备注     | 安全潜航深度：100米                                                                        |

伊号第二十潜舰（いごうにじゅうせんすいかん）是大日本帝国海軍伊十六型潛艦的三号艦。

## 舰历
1937年，依照第三次海軍補充计划（(3)计划、昭和12年（1937年））开始计划建造。11月16日，在佐世保海軍工廠开工建造。
1940年9月26日竣工。太平洋战争爆发时配属至第六艦隊特別攻撃隊并参加珍珠港偷袭作战，向夏威夷岛海域运送甲標的（艇長广尾彰少尉、片山義雄二等兵曹）。
1941年转移至南太平洋战場。砲撃萨摩亚岛之後就航向印度洋，对马达加斯加岛迭戈苏瓦雷斯湾进行甲標的（艇長秋枝三郎大尉、乗組員竹本正巳一等兵曹。在完成对港湾内舰艇的偷袭后触礁，随后在马达加斯加岛登陆。被目击到与英军交战后战死。）的运输任務。艇载特殊潜航艇于5月31日出发。其后一直在印度洋执行通商破坏任務，共击沉8艘商船。之后因战局恶化而转为执行运输任务。
1943年8月30日，伊二十向新赫布里底群島执行运输任务，31日回報了「用魚雷擊傷美國油輪W. S. Rheem」的最後消息，從此便與日本失聯。
而從美國海軍那邊的紀錄可得知，因W. S. Rheem號遭受雷擊而被召集前來對潛的埃利特號驅逐艦在9月3日發現了伊二十，晚間8點12分開始向伊二十投射深水炸彈，一直攻擊到8點38分，8點59分時跟丟了潛水艇（伊二十）的蹤跡。4日清晨，埃利特號驅逐艦目擊到了被認為是潛水艇的碎片，以及海面上漂浮的大量漏油。艦長大塚范以下，全體船員101人全部戰死。
另外在兩天前的9月1日，伊號第一百八十二潛艦也遭同樣被召集而來的美國驅逐艦華斯渥號驅逐艦 (DD-516)擊沉。9月25日，仍未發現伊二十已遭擊沉的日本海軍，在書面文件上將伊二十編入「第2潛水隊」。
11月18日，因長期失聯而被日本海軍認定為戰沉。12月1日除籍。
服役期間共擊沉過八艘船，與伊號第百六十五潛艦並列為帝國海軍潛水艦中的第五名。擊沉總噸數為42703噸。

## 歴代艦長

### 艤装員長
- 山田隆 中佐：1940年3月25日 -

### 艦長
- 山田隆 中佐：1940年9月26日 -
- 吉村巌 中佐：1942年9月15日 -
- 工藤兼男 少佐：1942年12月18日 -
- 大塚范 少佐：1943年6月2日 - 10月1日战死